# Otophora unilocularis
Otophora unilocularis là một loài thực vật thuộc họ Sapindaceae. Đây là loài đặc hữu của Trung Quốc.